# Vivarium
Een vivarium is een ruimte om dieren in te houden en te laten opgroeien. Vaak gebeurt dit voor observatie of onderzoek. In een vivarium kan een ecosysteem worden nagebootst, gericht op het dier dat in het vivarium zit. De condities in het vivarium kunnen dan geregeld worden.
Een vivarium varieert in grootte. Sommige zijn klein genoeg voor een plaats op een tafel (vergelijkbaar met een aquarium) en sommige zijn zo groot dat ze buiten geplaatst moeten worden. Bij dit soort grote vivaria is het gebruikelijk om, in plaats van één deur, een dubbele deur in te bouwen, als een soort sluis. Dit voorkomt het ontsnappen van dieren.

## Flora en Fauna
Verschillende vormen vivaria zijn:
- Aquarium, waarbij een natuurlijke leefomgeving voor waterdieren zoals vissen wordt gecreëerd. Waterplanten zijn vaak een onderdeel van aquaria.
- Insectarium, waar verschillende soorten insecten worden gehouden.
  - Formicarium, een insectarium waar enkel mieren worden gehouden.
- Paludarium, een ruimte die het midden houdt tussen een aquarium en een terrarium, omdat het zowel een water- als een landgedeelte bevat.
- Riparium, waarin een oeversituatie wordt nagebootst. Het watergedeelte is hier groter dan bij een paludarium, zodat er nog dieren voldoende in kunnen zwemmen.
- Terrarium, waarin er geen watergedeelte aanwezig is. Een terrarium is geschikt om een leefomgeving voor kleine landdieren na te bootsen.
  - Regenwoudterrarium, een terrarium met veel begroeiing en een kunstmatige temperatuur tussen 23 en 30 graden Celsius. Er heerst een hoge luchtvochtigheid (80%-100%)
  - Woestijn- en steppeterrarium, waarin de temperatuur kunstmatig op ongeveer 27 graden Celsius wordt gehouden overdag, en 's nachts op ongeveer 15 graden Celsius.

## Leefomgeving nabootsen
In een vivarium kan de leefomgeving van dieren worden nagebootst met behulp van verschillende zaken.

### Licht
Licht kan in een vivarium worden geregeld met behulp van spotlights. Vaak wordt met de lichten ook meteen een deel van de temperatuur geregeld, omdat de lampen warmte afgeven. Dit is ook belangrijk voor koudbloedige dieren die zich normaal gesproken moeten warmen aan de zon.
Het licht wordt om de 12 uur aan of uit gezet, om de werkelijkeheid zo goed mogelijk na te bootsen.

### Temperatuur
Temperatuur wordt geregeld door middel van lampen die warmte afgeven of een ingewikkeld systeem dat lucht met de gewenste temperatuur het vivarium binnen blaast. Ook wordt er soms gewerkt met warme platen aan de zijkanten of op de bodem van het vivarium om het op die manier te verwarmen.

### Luchtvochtigheid
Dieren hebben vaak een bepaalde luchtvochtigheid waar ze aan gewend zijn en waar ze tegen kunnen. Om dit te regelen wordt vaak in het vivarium water verdampt om zo een kringloop te krijgen en de luchtvochtigheid omhoog te brengen.

### Ventilatie en openingen
Een opening in het vivarium is wenselijk voor dingen als onderhoud. Sommige dieren voelen zich bedreigd en kunnen last van stress krijgen als het vivarium via de bovenkant wordt benaderd. Een opening aan de voorkant is dan de oplossing.
Ventilatie is niet alleen belangrijk de circulatie van lucht, maar ook voor het tegengaan van de groei van bacteriën (zeker in een warme omgeving, zoals een regenwoudterrarium). Eén laaggeplaatste en één hooggeplaatste ventilator is vaak al genoeg om een luchtstroom op gang te brengen.